# Форбант (цар Аргоса)
Форба́нт (дав.-гр. Φόρβας) — персонаж давньогрецької міфології, шостий цар Аргоса.
За одними джерелами був сином Аргоса і батьком Тріопа та Арестора.
За іншою версією був сином Кріаса і Мелантоміки, онуком Аргоса. Брат Екбаса, Піранта, Епідавра, Кріаса, Тірінфа